# Brocart de Fès
 (mars 2025).
- Si vous ne connaissez pas le sujet, laissez ce bandeau (vous pouvez alors contacter les auteurs).
- Si vous supprimez le contenu mis en cause (vous pouvez préalablement contacter les auteurs),

argumentez précisément cette suppression dans la page de discussion
(un manque de référence n'est pas un argument ; une recherche réelle de référence doit avoir été effectuée, être formellement documentée).

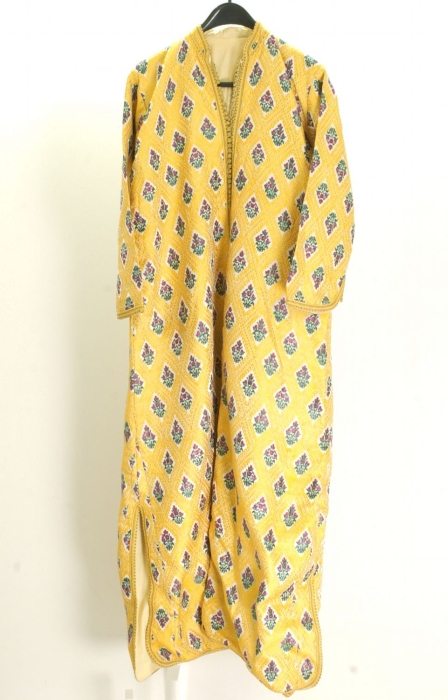
Caftan « Khrib » du Maroc, originaire de Fès, confectionné en brocart de Fès.

Le brocart de Fès est une étoffe de soie de luxe rehaussée de dessins brodés d’or et d’argent selon les techniques propres à la ville de Fès au Maroc.
Ce tissage est une tradition disparue ailleurs en Afrique du Nord. Le dernier atelier confectionnant encore ce tissage se situe dans la Médina de Fès.

## Histoire
Ce savoir-faire remonterait au moins au XIIIe siècle à l'époque des premiers sultans mérinides, 
il aurait été amené depuis la région d'Al-Andalus puis aurait émergé en s'imprégnant de l'art et de la culture marocaine, cependant, aucune source ne permet encore cette affirmation.
Au XIXe siècle, la famille Ben Cherif de Fès est célèbre pour la pratique de ce métier ayant ainsi pu préserver cette tradition.
Du XVIIIe au début du XXe siècle, l’or utilisé pour tisser le brocart de Fès était de 21 carats. De nos jours en revanche, on utilise des fils dorés appelés (Sqalli).
Les hommes de Fès furent les premiers à revêtir ce type d’étoffes utilisées pour la confection des caftans (melss), marquant ainsi leur appartenance à l’aristocratie.
Après la disparition de ce caftan masculin, il fut repris par la femme marocaine qui l’utilisa pour la confection des vêtements, la décoration des intérieurs des maisons ainsi que lors d’occasions et de fêtes.

## Dernier atelier

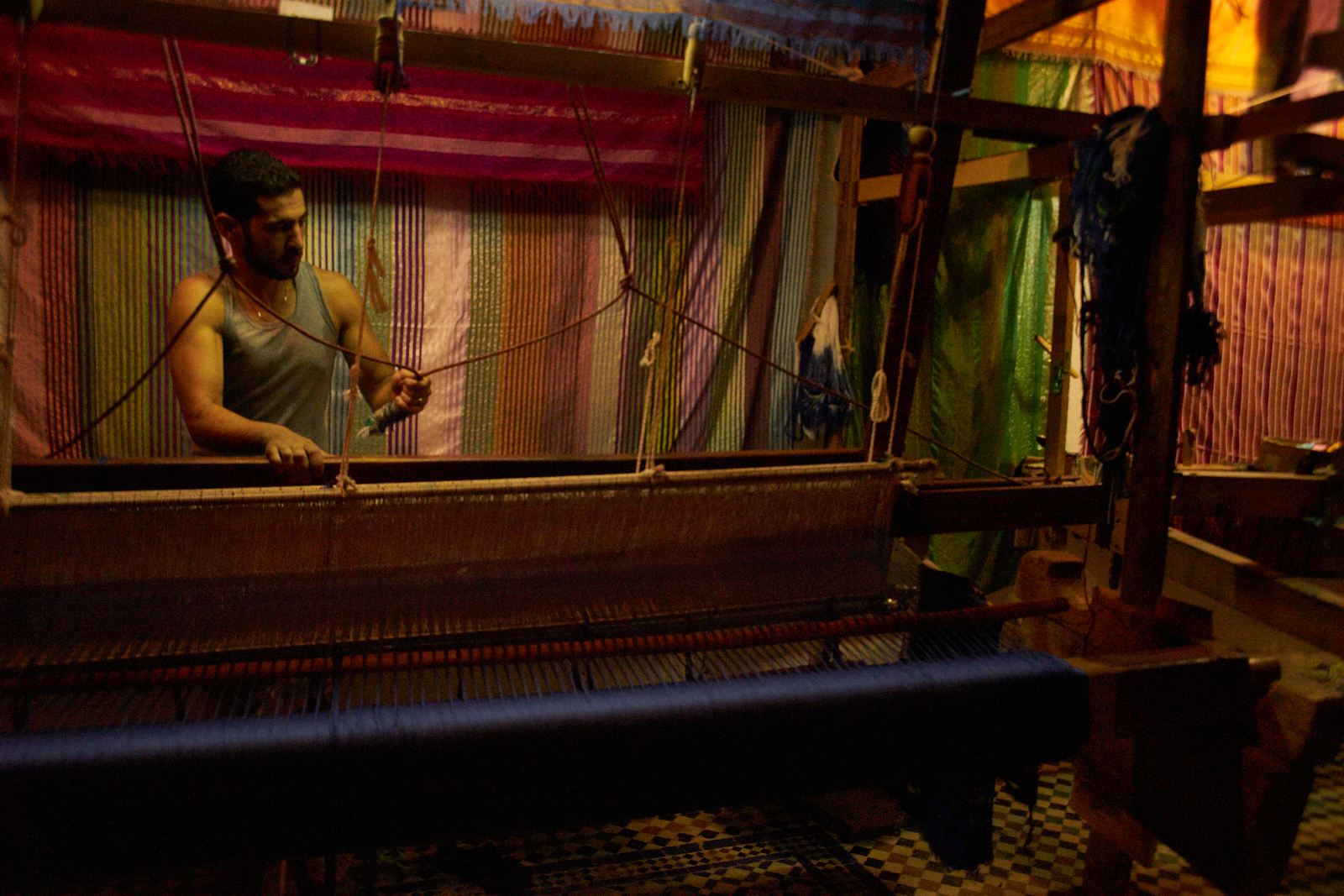
L'atelier de brocart de Fès en 2017

Le dernier maître-tisserand du brocart en Afrique du nord est Abdelkader Ouazzani, tisserand âgé de 79 ans dans son atelier de la ville de Fès où il répète les mêmes gestes depuis 63 ans. Ce savoir faire est aujourd'hui en péril, Abdelkader Ouazzani ne trouvant personne pour reprendre la relève.

## Protection du savoir faire
Dans le but de pérenniser le tissage du brocart de Fès, un métier menacé de disparition, un accord de partenariat a été conclu récemment à Fès, entre des représentants de l’UNESCO au Maroc, de la direction régionale de l’artisanat et de l’économie sociale de Fès, de la chambre d’artisanat de la région de Fès-Meknès et de la direction de la formation professionnelle et de la formation continue des artisans.
En vertu de cet accord, une formation d’une durée de 9 mois sera dispensée à 8 jeunes artisans, garçons et filles de moins de 35 ans, sélectionnés au terme d’un concours en vue d’assurer la relève et de perpétuer le métier du tissage du brocart.
Ce partenariat lie aussi l’Unesco et le maître-artisan Abdelkader Ouazzani, le dernier maître du métier du brocart, dans la perspective de création d’un atelier de formation des apprentis au brocart.
De plus, certains créateurs de caftan marocain comment Simohamed Lakhdar, dans l'idée de préserver cet art, ont présenté une collection de caftans basée sur le brocart de Fès. En retravaillant d'anciens motifs et en en créant de nouveaux Simohamed Lakhdar a tenté de donner une nouvelle vitalité à cet ancien artisanat marocain.

## Description du métier
Le brocart de Fès se divise en deux sortes : "Albahja" et "Lekhrib". Les machines employées pour le métier du brocard n’ont subi aucun changement, on continue d’utiliser le métier de tissage du brocart appelé "mremabejebbad" se composant d'un bâti de bois en forme de trapèze.
Un châssis parallélépipédique composé de demi-chevrons comparable à celui des tisserands habituels soutient les accessoires.
Deux demi-chevrons, "rzula" descendent en plan incliné et supportent à hauteurs différentes deux rouleaux "mtawi" qui servent d'ensouples avec deux nappes de chaîne: "sda", l'une pour le fond du tissu, l'autre pour le décor.
Un levier "meftal" auquel est suspendu un contrepoids assure la tension de la nappe de chaîne supérieure.

## Tissage
Plusieurs artisans interviennent dans le tissage du brocart:
- Le zouaq qui est le dessinateur esquissant les formes et les couleurs du motif sur le papier en utilisant les crayons appropriés, la forme et les couleurs étant convenus entre le maitre-artisan et le client.
- Le nyar qui est l’artisan qui fabrique la lame et le métier à tisser, c’est un indépendant qui travaille à l'extérieur de l'unité de production.
- Le medewar qui est celui qui enroule les cannes de bambou avec du fil, cette étape précède l’opération de tissage. Ce processus est appelé «bobinage » ou « comptage ».
- Le jebbad qui est l’artisan qui tire de ses mains les fils de crin en paquets, l’un après l’autre car c’est l’ensemble de ces tas qui forme le dessin souhaité.
- Le maalem qui est le maître-artisan, celui qui accompagne toutes les étapes de la production et qui dicte à chaque intervenant dans le processus du tissage sa mission et contrôle leur travail. Sa fonction est la plus importante aussi bien à l’intérieur qu’à l’extérieur de l’atelier. C’est lui qui bobine lemtawa avec les fils en soie, qui choisit la forme et la couleur des motifs en concertation avec le client et le dessinateur, qui fixe le prix, qui achète les fils et les prépare. De façon générale, c’est lui qui se charge de toutes les tâches faisant partie du processus de tissage. Il détermine notamment le nombre de dessins et de fils qui formeront le motif afin d'obtenir le produit requis.